# Клар Нантский
Святой Клар Нантский (также Клэр, Кларий Нантский (рус. дорев.), Клар из Намнеты (стар. название Нанта), Клар из Нанта, Клэр Нантский, Сен(т)-Клэр (транслитерация с фр., досл. «Святой Клэр») — местночтимый католический святой, центром почитания которого является Собор Святых Петра и Павла (Нант). В данный момент собор восстанавливается после разрушительного пожара, произошедшего в июле 2020 года.

## Биография
О Сен-Клэре до настоящего времени дошли лишь отрывочные сведения. Старинные рукописные бревиарии сообщают, что в Нанте была основана штаб-квартира католиков, которые построили в честь апостолов Святых Петра и Павла молельню, и в ней находился гвоздь из руки св. Петра. Его, согласно некоторым источникам, привёз в 280 году посланец, прибывший из Галилеи — Сен-Клэр, ставший первым епископом Нанта.
Одна из версий сообщает, что Клар из Нанта жил в первом веке нашей эры и являлся учеником апостолов. В 69 году нашей эры, в эпоху правления римского императора Вителлия, он был послан в римскую провинцию Арморика (будущую французскую провинцию Бретань) Римским Папой Лином. Прибыв в крупнейший город Арморики, Намнету (будущий Нант), Клар активно проповедовал там христианство, построил христианскую часовню вне стен города (построить храм внутри городских стен ему запретили, так как Римская империя была ещё языческой) и регулярно совершал миссионерские поездки по окрестным сёлам и городам. В одной из таких поездок, предположительно, он и скончался 10 октября 96 года в деревне Регини (сегодня это небольшой городок на территории французского департамента Морбиан, муниципалитет кантона Рохан, между Понтиви и Жослен). После того, как при императоре Константине I (или несколько позже) в центре города Намнеты был заложен первый собор, туда были перенесены и хранились епископский посох, кольцо и глава святого. Мощи епископа (кроме главы) хранились в аббатстве святого Альберта в Анже, где были более надёжно защищены от нападений норманнов. В Регини оставались частицы мощей святого, его первоначальная (пустая) гробница и источник, около которого, как считается, совершались исцеления.

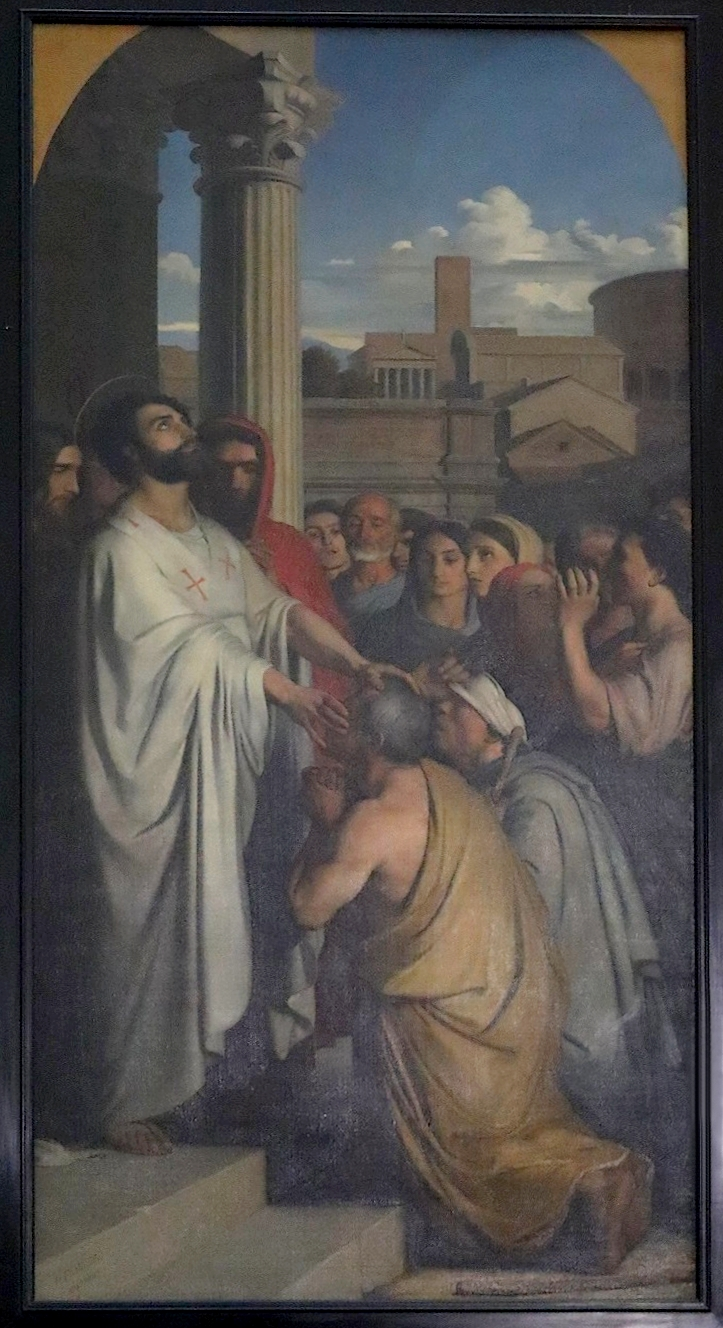
Ипполит Фландрен. Святой Клар возвращает зрение слепым. Уничтоженная пожаром картина из Нантского собора

Самые ранние документы, в которых упоминается Клар из Нанта, относятся к XI веку. В них он называется 1-м христианским епископом Намнеты (будущий Нант), однако только начиная с 7-го епископа существование в Намнете епископской кафедры подтверждается из независимых документов (что само по себе не исключает существование предыдущих шести епископов в силу плохой сохранности документов этого периода). В книге «Жизнь и поклонение св. Сен-Клера», изданной аббатом Бланом (фр. Blanc, Marius) в 1868 году, также несколько раз упоминается святой Сен-Клер из Нанта (Nannetes) в качестве посланца из Рима и духовного пастыря. 
Предполагается, что Клар Нантский жил в III или в IV веке, незадолго до правления императора Константина I, во времена его правления, или несколько позже. В документе 1263 года сообщается, что Клар прибыл в Нант, тогда — далёкую окраину Римской империи, непосредственно по поручению Папы Римского (не названного по имени) для обращения бретонцев в христианство и, возможно, привёз с собой частицу Святого Креста. Версия XV века перенесла события жизни святого Клара почти на четыреста лет назад, сделав его непосредственным учеником апостолов. С тех пор Католическая церковь несколько столетий официально настаивала на апостольском происхождении Нантской кафедры, но столкнулась со скепсисом со стороны французских светских учёных. Тем не менее память о том, что первый храм на месте Нантского собора был построен только после обращения в христианство императора Константина I, сохранялась. Один из епископов Нанта, епископ Ричард, в своих заметках о святых Нантской церкви обнаружил данные, в соответствии с которыми кантор собора отметил в ординарии 1263 года дату 10 октября и записал: «Праздник блаженного Св. Клэра, епископа и духовника. Этот святой был первым епископом Нантской церкви, который был послан римским понтификом в эту церковь. Он принёс с собой гвоздь, который святой Пётр держал в правой руке во время мученической кончины, теперь он очень почитаем нами». 
В оригинальной Католической энциклопедии, опубликованной между 1907 и 1912 годами, сообщается, что епархия, которая включала в себя весь департамент Луары Инферьер во времена Первой Французской империи, была восстановлена в соответствии с Конкордатом в 1802 году и являлась суффраганом Тура. Согласно поздним преданиям, святой Клэр, первый епископ Нанта, был учеником святого Петра. Развёрнутое житие Клара Нантского было создано в первой половине XVII века Альбертом Великим (1599—1641). В житии он привёл много новых подробностей, которые бретонский историк, который считается отцом историографии Бретани — Артур Ле Мойн де ла Бордери позже охарактеризовал, как «благочестивое мифотворчество». Он ставит под сомнение почитание святого из Нантской церкви, составленного регентом в 1263 году. Историк игнорирует апостольскую миссию святого Клара и считает, что гвоздь святого Петра в собор Нанта был принесён не святым Кларом, а появился после вторжений северян в X веке; что святой Фликс Нантский вместе с шестью другими епископами в 567 году приписали Клару главную роль в обращении бретонцев в Нанте в христианство; что традиции, связанные с миссией и именем святого Клара, относятся к более позднему времени — к 1400 году.

## Почитание

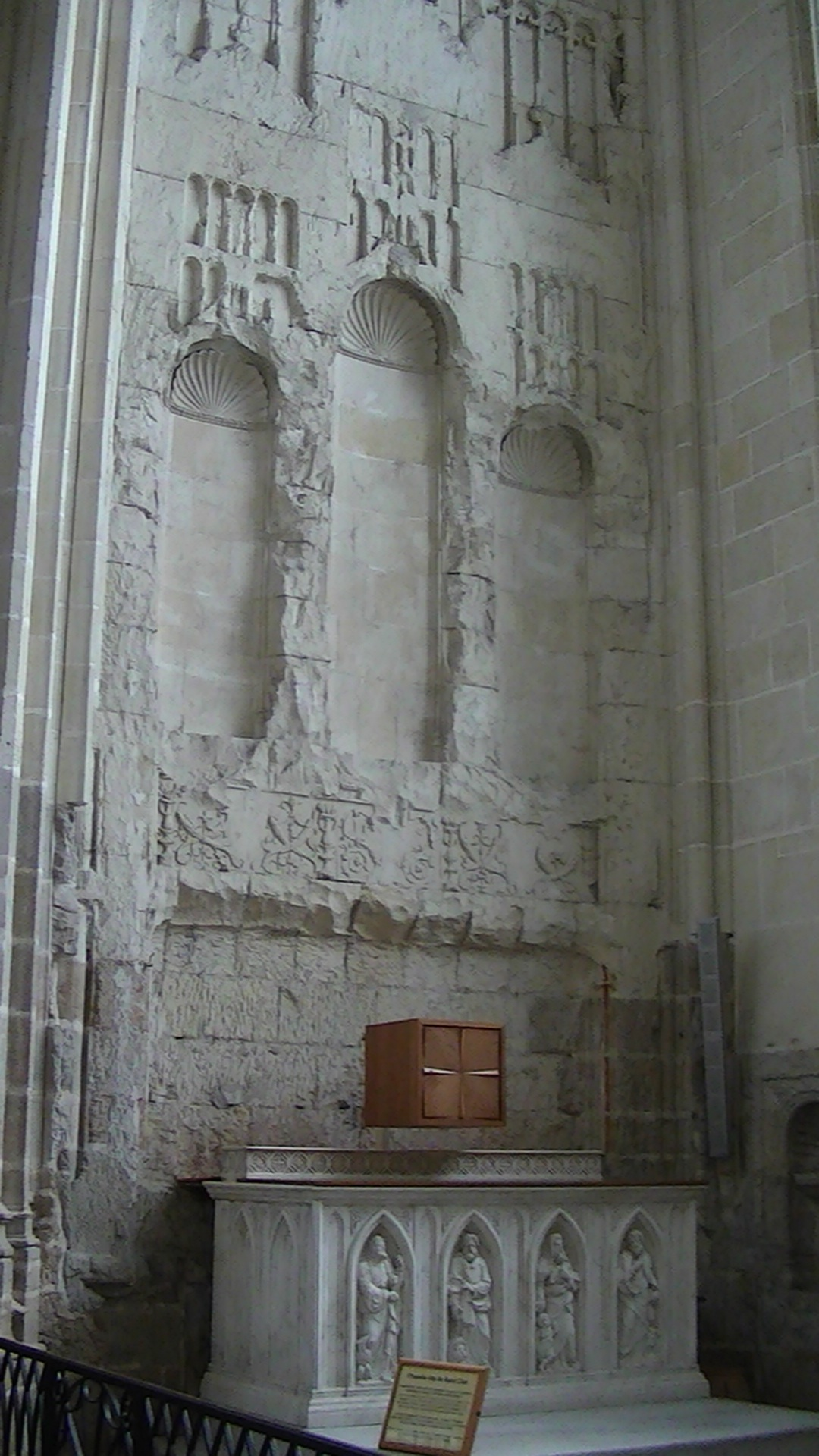
Капелла святого Клара в Нантском соборе

Неясно, когда именно состоялась официальная канонизация Клара Нантского (и состоялась ли вообще). Однако уже в начале второго тысячелетия нашей эры его активно почитали в Нанте и по всей Бретани. Святой Клар имел большое значение для епархии, так как не только считался её основателем, но и обеспечивал ей непосредственную преемственность от апостолов. За пределами Бретани почитался ограниченно.
В XIX веке, несмотря на появление скептических публикаций, почитание святого только усилилось. В Нанте была построена приходская церковь Сен-Клэр (1854—1856), Нантский собор заказал известному художнику Ипполиту Фландрену, ученику Энгра, большую картину с изображением епископа, а в Регини сохранилась капелла с гробницей, построенная не позднее XVI века (впоследствии была снесена для строительства нового, более вместительного храма (1899—1906), туда же перенесли гробницу). Источник в Регини продолжал посещаться паломниками.
Неточность некоторых дат и деталей тем не менее не ставит под сомнение наличие того факта, что святой Клар сеял евангельские истины в Верхней Бретани. Церковь Вана так же уверена в этом, как и церковь Нанта, утверждающая, что хотя о первых двух епископах, Клэре и Энирусе, практически ничего не известно, их «существование подтверждено». Не только в Регини показывают гробницу и фонтан Сен-Клер; деревня Кербеллец (дословный перевод: дом священника) до сих пор указывается как место, где жил Клар, а окружающие приходы, посвящённые апостолам Петру и Павлу, обязаны своим основанием этому миссионеру. Во время туристических экскурсий приезжающим гостям рассказывают о «первом епископе Нанта» — св. Сен-Клэре. Память святого, согласно современному изданию Римского мартиролога, совершается 10 октября в трёх епархиях на территории Бретани.
В июле 2020 года крупный пожар, который, как выяснило следствие, был устроен мигрантом из Руанды, практически уничтожил, вместе с органом и витражом над входом в собор, картину лионского художника Жана Ипполита Фландрена «Сен-Клер, исцеляющий слепых». Полная реставрация собора потребует нескольких лет работы и значительных финансовых вложений.